# Luis Piña
Luis Manuel Piña Peña (Miranda, 2 de abril de 1974) es un médico y dirigente político local, se desempeñó como Secretario general de gobierno del Estado Falcón. Actualmente es el alcalde del Municipio Carirubana para el Periodo 2025-2029

## Biografía
Luis Piña Peña fue alcalde del Municipio Urumaco entre 2017 y 2021. Posteriormente fue designado Secretario general de gobierno del Estado Falcón por el gobernador de la entidad falconiana, Víctor Clark. Tras la renuncia de Abel Petit por motivos de salud, el Concejo Municipal de Carirubana lo designó y juró como alcalde encargado del municipio.